# Deliacris
Deliacris is een geslacht van rechtvleugeligen uit de familie veldsprinkhanen (Acrididae). De wetenschappelijke naam van dit geslacht is voor het eerst geldig gepubliceerd in 1941 door Ramme.

## Soorten
Het geslacht Deliacris  is monotypisch en omvat slechts de volgende soort:
- Deliacris tuberculata (Ramme, 1941)